# Panda (músico)
Panda es el nombre artístico de Pieter Hooghoudt (nacido el 14 de abril de 1986 en Nimega, Países Bajos) un artista neerlandés de música electrónica especializado en Drum & Bass que vive en Ámsterdam, Países Bajos. Consiguió cierta popularidad en la música electrónica durante sus años de adolescencia. Su inspiración en crear música le vino en una actuación en Nimega, su ciudad natal. Las canciones de Panda han sido transmitidas en todas las premier de Drum & Bass, incluyendo emisoras de radio como BBC Radio 1 y muchos de los principales artistas de Drum & Bass han tocado la música de Panda en sus clubes. Además de la producción de música, Panda posee un canal en YouTube llamado Drum N Bass TV, con mezclas de canciones de los principales artistas de Drum & Bass como Sub Focus.

## Premios y competiciones
Panda ha sido nominado como el Mejor Productor de Drum & Bass en los premios homónimos en los Países Bajos. Ha actuado de DJ en lugares como el Paard van Troje, Bibelot, Winston Kingdom, Bazart, Escape y Metropool en los Países Bajos y en el Pool Bar de Londres. Panda ha organizado dos clubes nocturnos, ONE en Nimega y Reaktor, en La Haya.
Panda ha ganado varias competiciones con su música. Uno de los más destacados, una competición de productores entre dos grandes páginas web de Drum & Bass, Dogs On Acid y Drum & Bass Arena. La competición fue juzgada por el músico de Drum & Bass John B, quién escogió la música de Panda como su favorita. Otras competiciones destacadas incluyen la competición de productores para la premier del sitio web holandés de DNBforum.nl, donde quedó en primer lugar. En la radio, la revista de Knowledge eligió a una de sus canciones como el mejor tema sin firma.

## Discografía
Panda previamente lanzó una discográfica experimental llamada Exegene Records (con el sencillo Sequoyah) y Foundname Records (con el sencillo Bermudas) bajo el nombre artístico de Peet. Panda realizó su debut en 2008 con el álbum Retake Manhattan. Es un álbum conceptual en torno al 400 aniversario del descubrimiento de Nueva York por parte de los holandeses. Cuenta con 14 pistas, que representan un viaje ficticio alrededor del mundo. El álbum fue publicado y distribuido por Wildlife, a través de Wildlife Direct. Se ha apoyado e interpretado por muchos artistas de la escena Drum & Bass, tanto en clubes, como en la radio y podcasts, incluyendo BBC Radio 1, BBC 1Xtra, Kool FM y el podcast Drum & Bass Arena de artistas como DJ Fresh, Mary Anne Hobbs y Paul B. El single Baghdad destacó especialmente en la cadena de radio BBC 1Xtra. En el álbum aparece junto al neerlandés 3VOOR12 Luisterpaal.

### Álbumes
- Retake Manhattan (2008, Wildlife Ltd.)

1. Dejando Ámsterdam
2. Transylvania
3. Moscú (con Mark G)
4. Baghdad
5. Casablanca
6. Sevilla
7. Marsella
8. Quebec
9. Interludio
10. Las Vegas
11. Monkey Island
12. Bermudas
13. Retomar Manhattan (con JYMC)
14. Epílogo

## Actualidad
Actualmente, Panda ha aparcado la labor de DJ para dedicarse a otros proyectos personales como son viajar por el mundo y la creación 3D de realidad virtual. A su vez, su canal de YouTube, PandaDrumNdBassTV, cesó su actividad desde más de un año. Como él mismo afirmaría: " Paré debido al ambiente hostil de derechos de autor en YouTube y SoundCloud. Han hecho que sea prácticamente imposible realizar un show de música. Siempre hemos aclarado todos los derechos de autor con las discográficas y operado legalmente, pero ya no importa . Gracias a todos por su atención y a todos los artistas que se ofrecieron estos últimos años. Realmente fue muy divertido." 